# Jevgenij Pečurov
Jevgenij Alexandrovič Pečurov (* 28. srpna 1966) je bývalý sovětský a ruský zápasník–judista a sambista.

## Sportovní kariéra
Připravoval se v Kolomně nedaleko Moskvy pod vedením Borise Jegošina. V sovětské judistické reprezentaci se poprvé objevil v roce 1986 v polotěžké váze do 95 kg. V roce 1988 nahradil na pozici reprezentační jedničky zraněného Kobu Kurtanydzeho, ale na olympijské hry v Soulu ho jeho trenér Jegošin nedokázal prosadit do sovětské olympijské nominace. V dalších letech i přes vítězství na mezinárodních turnajích a několika titulů ruské mistra v polotěžké váze do 95 kg se jeho pozice v sovětské a později ruské reprezentaci nezlepšila. S reprezentací se rozloučil v roce 1996. Věnuje se trenérské práci.

## Výsledky

### Váhové kategorie
| Turnaj             | Sovětský svaz  | Sovětský svaz  | Sovětský svaz  | Sovětský svaz  | Sovětský svaz  | Sovětský svaz  | Rusko          | Rusko          | Rusko          | Rusko          |
| Turnaj             | 1986           | 1987           | 1988           | 1989           | 1990           | 1991           | 1992           | 1993           | 1994           | 1995           |
| Turnaj             | 20             | 21             | 22             | 23             | 24             | 25             | 26             | 27             | 28             | 29             |
| Turnaj             | polotěžká váha | polotěžká váha | polotěžká váha | polotěžká váha | polotěžká váha | polotěžká váha | polotěžká váha | polotěžká váha | polotěžká váha | polotěžká váha |
| ------------------ | -------------- | -------------- | -------------- | -------------- | -------------- | -------------- | -------------- | -------------- | -------------- | -------------- |
| Olympijské hry     |                |                | —              |                |                |                | —              |                |                |                |
| Mistrovství světa  |                | —              |                | —              |                | —              |                | —              |                | —              |
| Mistrovství Evropy | —              | —              | 2.             | —              | —              | —              | —              | —              | —              | —              |
| MS juniorů         | 1.             |                |                |                |                |                |                |                |                |                |
| ME juniorů         | 1.             |                |                |                |                |                |                |                |                |                |

### Bez rozdílu vah
| Turnaj             | Sovětský svaz | Sovětský svaz | Sovětský svaz | Sovětský svaz | Sovětský svaz | Sovětský svaz | Rusko | Rusko | Rusko | Rusko |
| Turnaj             | 1986          | 1987          | 1988          | 1989          | 1990          | 1991          | 1992  | 1993  | 1994  | 1995  |
| Turnaj             | 20            | 21            | 22            | 23            | 24            | 25            | 26    | 27    | 28    | 29    |
| ------------------ | ------------- | ------------- | ------------- | ------------- | ------------- | ------------- | ----- | ----- | ----- | ----- |
| Mistrovství světa  |               | —             |               | —             |               | —             |       | úč.   |       | —     |
| Mistrovství Evropy | —             | —             | —             | —             | —             | —             | —     | 3.    | 3.    | 7.    |